# Ernst Eggers
Ernst Eggers (* 2. September 1939 in Jeserig, Brandenburg; † 26. Januar 2021) war ein deutscher Politiker (FDP).

## Leben
Eggers studierte an der Universität zu Köln Betriebswirtschaft und Politische Wissenschaften. 1960 wurde er im Corps Hansea Köln recipiert. Nach dem Studienabschluss als Diplom-Kaufmann war er bis 1987 selbstständiger Unternehmensberater. In seiner Funktion als Aufsichtsratsvorsitzender der Nürburgring GmbH, sorgte für die Rückkehr der Formel 1 an den Nürburgring. Aus dem FDP-Stadtverband Bad Breisig stammend, war Eggers stellvertretender Landesvorsitzender der FDP von Rheinland-Pfalz. Er vertrat das Land beim Bonn-Berlin-Ausgleich und war von 1987 bis Mai 2001 Staatssekretär im Mainzer Wirtschaftsministerium, danach bis 2004 Kaufmännischer Geschäftsführer des Landesbetriebs Straßen und Verkehr Rheinland-Pfalz (LSV) in Koblenz. Er war Vorsitzender der Stiftung Bahnhof Rolandseck und Aufsichtsratsvorsitzender der Investitions- und Strukturbank (ISB) und engagierte sich beim Start der Multimedia-Initiative rlp-inform. Eggers saß von 1973 bis 1990 im Beirat der Friedrich-Naumann-Stiftung für die Freiheit.